# Miniatura (informatyka)

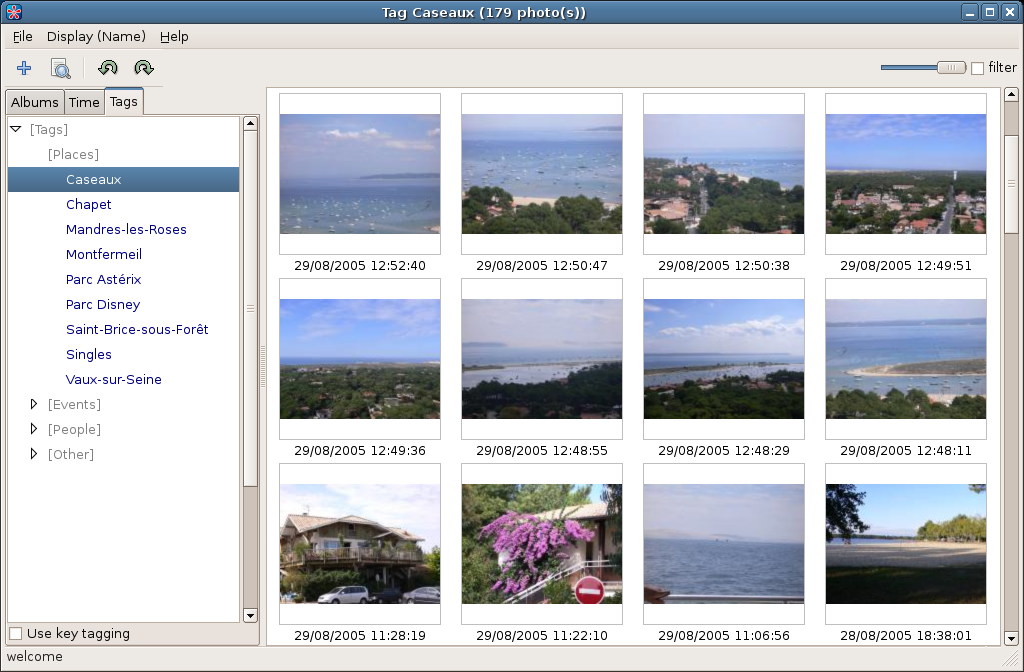
Przykład zastosowania miniatur

Miniatura (ang. thumbnail) – niewielka ilustracja reprezentująca oryginał (który zazwyczaj ma znacznie większe od miniatury rozmiary). Jest wiele programów komputerowych (przeglądarki grafiki, jak np. IrfanView bądź programy do tworzenia albumów elektronicznych, jak np. Adobe Photoshop Album czy Paint Shop Photo Album), które generują miniatury ilustracji znajdujących się na dysku komputera i pozwalają użytkownikowi szybko zorientować się w zawartości katalogu, nie wymagając czasochłonnego wczytywania pełnych grafik – dopiero kliknięcie miniatury pozwala wyświetlić oryginalną grafikę.
W internecie istnieją strony hostujące zdjęcia, automatycznie generujące miniatury.